# Lype phaeopa
Lype phaeopa är en nattsländeart som först beskrevs av Stephens 1836.  Lype phaeopa ingår i släktet Lype och familjen tunnelnattsländor. Arten är reproducerande i Sverige. Utöver nominatformen finns också underarten L. p. meridionalis.